# Ochsenkopf (Untersberg)
De Ochsenkopf is een berg in het Berchtesgadener Land in de deelstaat Beieren, Duitsland en de deelstaat Salzburg, Oostenrijk. De berg heeft een hoogte van 1780 meter. De grens tussen Duitsland en Oostenrijk loopt over de top.
De Ochsenkopf is onderdeel van het Untersbergmassief, dat weer deel uitmaakt van de Berchtesgadener Alpen.